# Avigliana

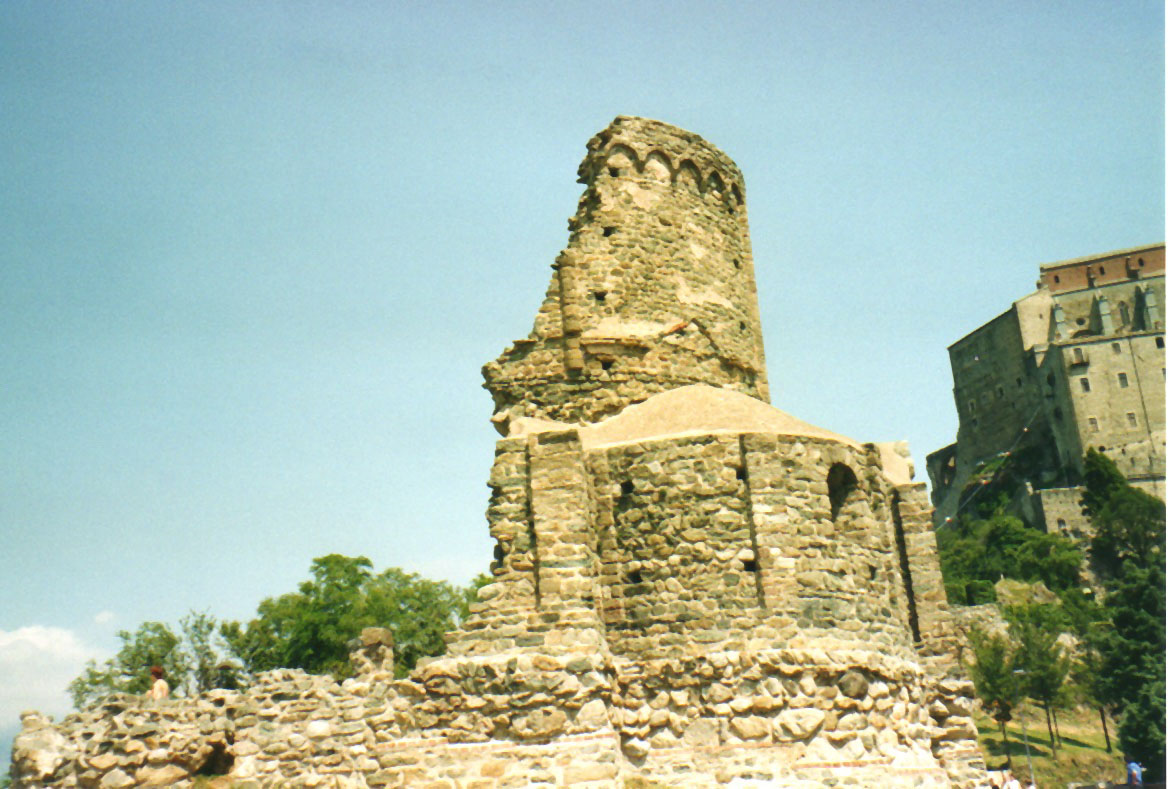
Ruiny zamku

Avigliana – miejscowość i gmina we Włoszech, w regionie Piemont, w prowincji Turyn.
Według danych na rok 2004 gminę zamieszkiwały 11 053 osoby, 480,6 os./km².

## Miasta partnerskie
- Tresserve